# King Kong Paoli
King Kong Paoli è un album di Gino Paoli, pubblicato dalla Musicrama nel 1994.

## Tracce
1. Gorilla al sole (Gino Paoli) - 3:55
2. King Kong (Paoli) - 4:51
3. Il Dio distratto (Paoli) - 4:40
4. Il giro del mondo (Paoli) - 4:36
5. Qualcosa di importante (Paoli) - 4:10
6. Non è per amore (Paoli) - 2:55
7. Ragazzino (Paoli) - 4:11
8. Un giorno straordinario (Paoli) - 3:55
9. L'uomo scimmia (Paoli) - 4:13
10. Com'è facile (Paoli) - 3:45
11. Così vicino così lontano (Paoli) - 3:37
12. Bastiano (Paoli) - 4:22

## Formazione
- Gino Paoli – voce
- Rosario Jermano – percussioni
- Maurizio Fiordiliso – chitarra acustica, chitarra elettrica, banjo
- Vito Mercurio – basso
- Adriano Pennino – tastiera, pianoforte, organo Hammond
- Maurizio Pica – chitarra acustica
- Lele Melotti – batteria
- Pino Perri – pedal steel guitar
- Demo Morselli – tromba
- Amedeo Bianchi – sax
- Daniele Comoglio – sax
- Sheu Tanimowo, Laura Trentacarlini, Lalla Francia, Lola Feghaly, Moreno Ferrara – cori